# 120 Battements par minute
Ne doit pas être confondu avec 69 battements par minute.
Pour plus de détails, voir Fiche technique et Distribution.
120 Battements par minute est un film dramatique français coécrit et réalisé par Robin Campillo, sorti en 2017.
Succès critique et public, le film a remporté de nombreux prix. En compétition au Festival de Cannes, il y obtient le Grand Prix, la Queer Palm, le Prix François-Chalais et le Prix FIPRESCI, ainsi que le Prix du Public au Festival de Cabourg 2017. De plus, il remporte lors de la cérémonie des Césars 2018 les Césars du meilleur film, du meilleur acteur dans un second rôle, du meilleur espoir masculin, du meilleur scénario original, du meilleur montage et de la meilleure musique originale.

## Synopsis
Au début des années 1990, le sida se propage depuis près de dix ans. Les militants d'Act Up-Paris s’activent pour lutter contre l'indifférence générale. Au cours des « R.H. » (réunions hebdomadaires menées par deux médiateurs se chargeant de donner les tours de paroles) se décident les actions pour que soient mises en œuvre les trithérapies pour les malades atteints du sida, spécialement les « zaps » (irruption au siège du laboratoire pharmaceutique Melton Pharm, aspersions de faux sang, notamment contre le directeur de l'Agence française de lutte contre le sida), les die-in, les distributions de préservatifs et de brochures d'information dans les lycées, les tracts dont chaque slogan provocateur est débattu et approuvé par l’assemblée,. Les scènes militantes alternent avec les scènes de fête dans lesquelles les militants dansent au son de la house, leur énergie sur la piste faisant s'élever au-dessus d'eux la poussière qui se transforme « en molécules et virus se multipliant et se contaminant ».
L'histoire débute au sein d'Act up autour de 1992 lorsque Nathan, un nouveau militant, y rencontre Sean Dalmazo, et est bouleversé par la radicalité de ce dernier, séropositif et qui consume ses dernières forces dans l'action. Sean est en conflit avec Thibault, médiateur des « R.H. » qui privilégie l'expertise et la discussion avec les autorités et les laboratoires, à l'instar d'AIDES. Nathan tombe amoureux de Sean et se lance dans les actions coups de poing d'Act up. Leur histoire d'amour est interrompue en 1995 par la mort de Sean : affaibli par la maladie, hospitalisé puis ramené dans le nouvel appartement que Nathan voulait pour eux, il est soigné par son amant et sa mère. Sean choisit d'être euthanasié par Nathan. Respectant la volonté de Sean, ses amis militants jettent ses cendres sur les petits-fours d'un banquet des assureurs.

## Fiche technique
- Titre original : 120 Battements par minute
- Titre international : 120 Beats per Minute
- Réalisation : Robin Campillo
- Scénario : Robin Campillo, en collaboration avec Philippe Mangeot
- Décors : Emmanuelle Duplay
- Costumes : Isabelle Pannetier
- Photographie : Jeanne Lapoirie
- Son : Julien Sicart
- Montage : Robin Campillo
- Musique : Arnaud Rebotini
- Production : Hugues Charbonneau et Marie-Ange Luciani
- Sociétés de production : Les Films de Pierre ; Page 114, France 3 Cinéma et Memento Films Production (coproductions) ; SOFICA Cofinova 13, Indéfilms 5 (en association avec)
- Société de distribution : Memento Films distribution
- Budget : 5 400 000 euros (estimé)
- Pays de production :  France
- Langue originale : français
- Format : couleur
- Genre : drame
- Durée : 143 minutes
- Dates de sortie :
  - France : 20 mai 2017 (Festival de Cannes) ; 23 août 2017 (sortie nationale)
  - Belgique, Suisse romande : 23 août 2017
  - Québec : 13 octobre 2017
- Classification :
  -  France : Avertissement (des scènes, des propos ou des images peuvent heurter la sensibilité des spectateurs)
  - Déconseillé aux moins de 12 ans à la télévision en France.

## Distribution
- Nahuel Pérez Biscayart : Sean Dalmazo
- Arnaud Valois : Nathan
- Adèle Haenel : Sophie
- Antoine Reinartz : Thibault
- Félix Maritaud : Max
- Mehdi Touré : Germain
- Aloïse Sauvage : Eva
- Simon Bourgade : Luc
- Catherine Vinatier : Hélène
- Saadia Bentaïeb : la mère de Sean
- Ariel Borenstein : Jérémie
- Théophile Ray : Marco
- Simon Guélat : Markus
- Jean-François Auguste : Fabien
- Coralie Russier : Muriel
- Samuel Churin : Gilberti, le directeur Melton Pharm
- Emmanuel Ménard : le proviseur
- Jean-Christophe Brétignière : le directeur de l'ANRS

Acteurs principaux
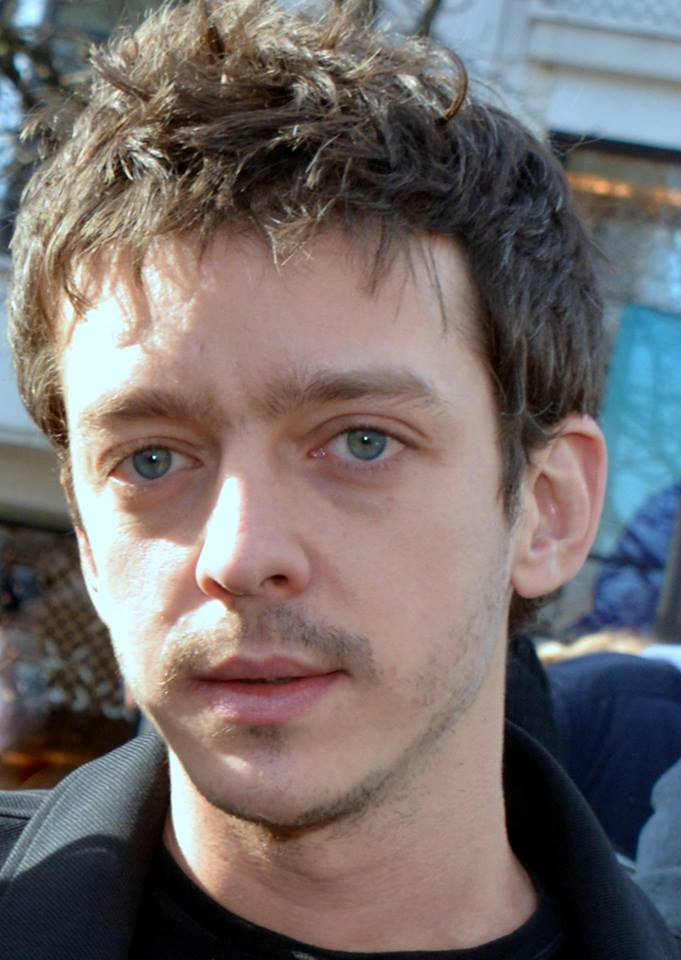
Nahuel Pérez Biscayart
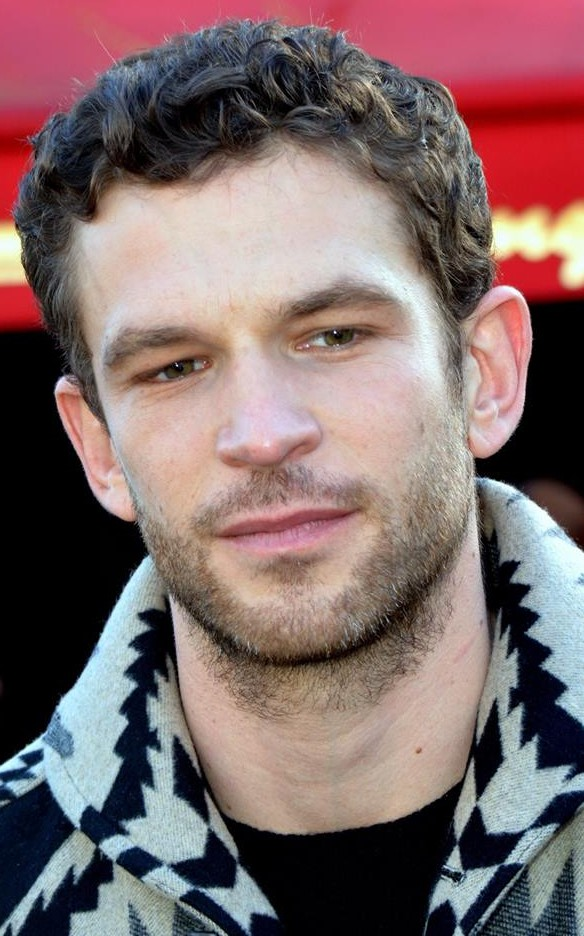
Arnaud Valois
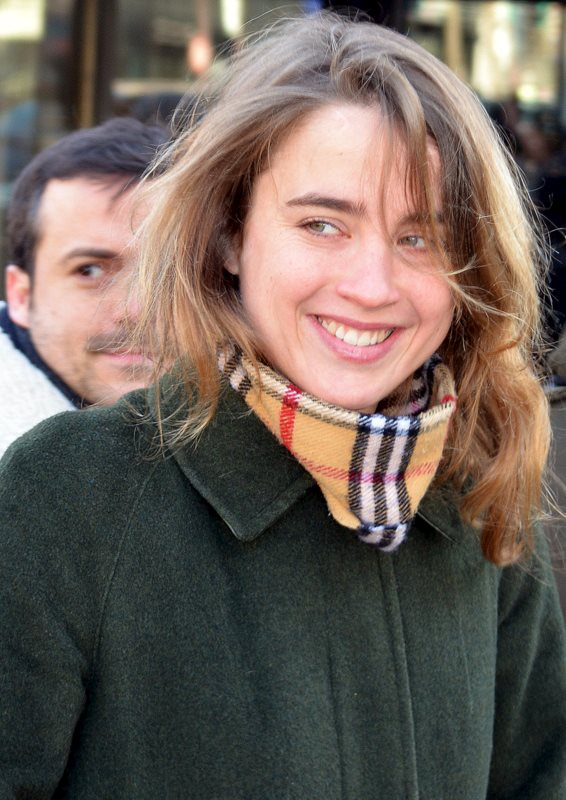
Adèle Haenel
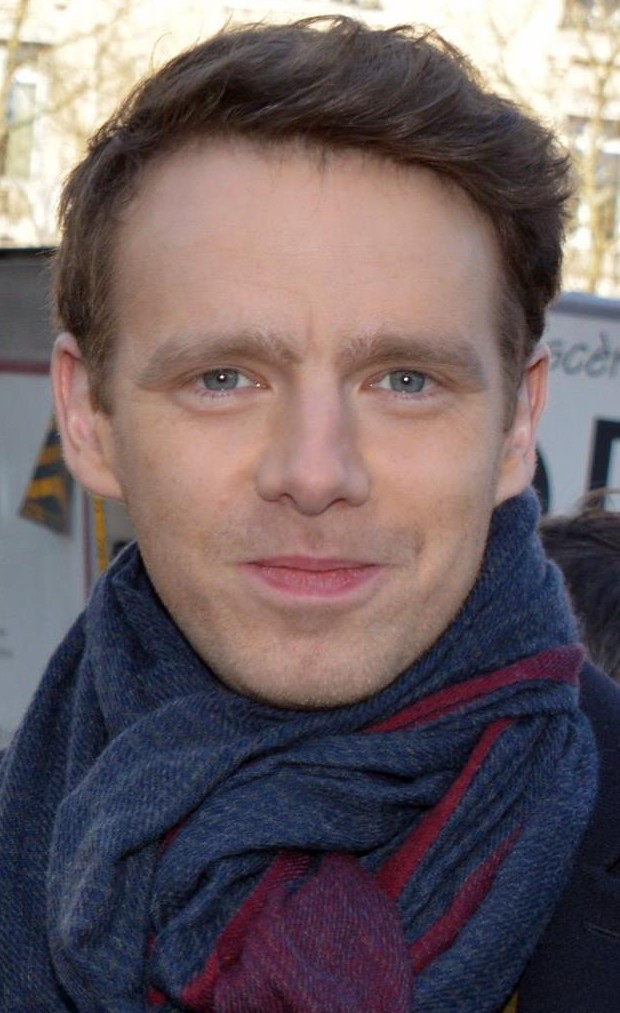
Antoine Reinartz

## Production

### Tournage
Le tournage du film a commencé le 17 août 2016, à Paris.
Une petite partie du film a été tournée dans l’ancien hôpital de La Source dans le quartier d’Orléans-la-Source, en septembre 2016, et une autre au sein du lycée Camille-Sée, dans le 15e arrondissement de Paris.
Le 14 septembre, la rue Parrot, dans le 12e arrondissement de Paris (non loin de la gare de Lyon), est fermée à la circulation pour permettre le tournage des scènes avec des centaines de figurants qui incarnent les troupes de militants d’Act Up-Paris.

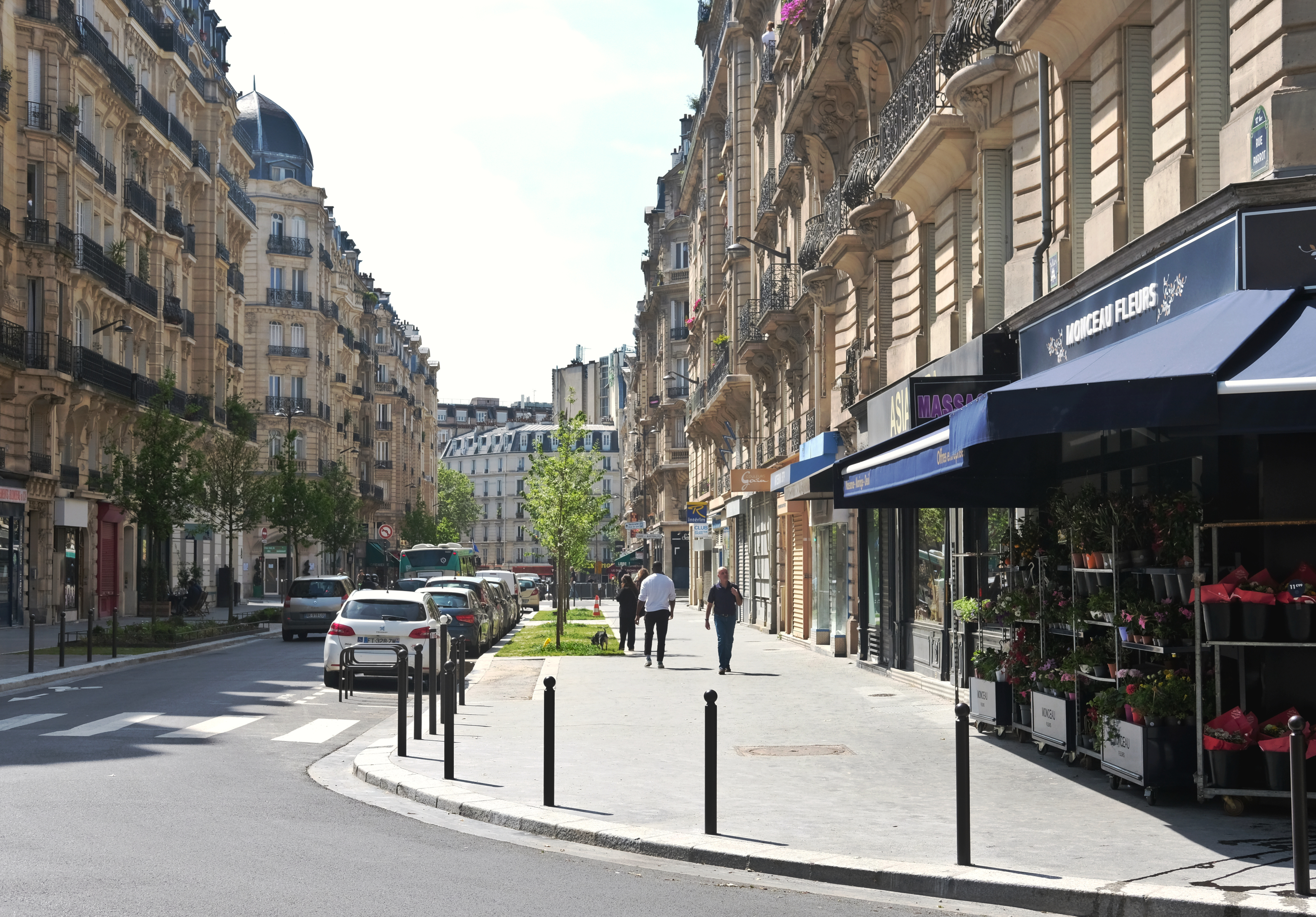
La rue Parrot, à Paris.
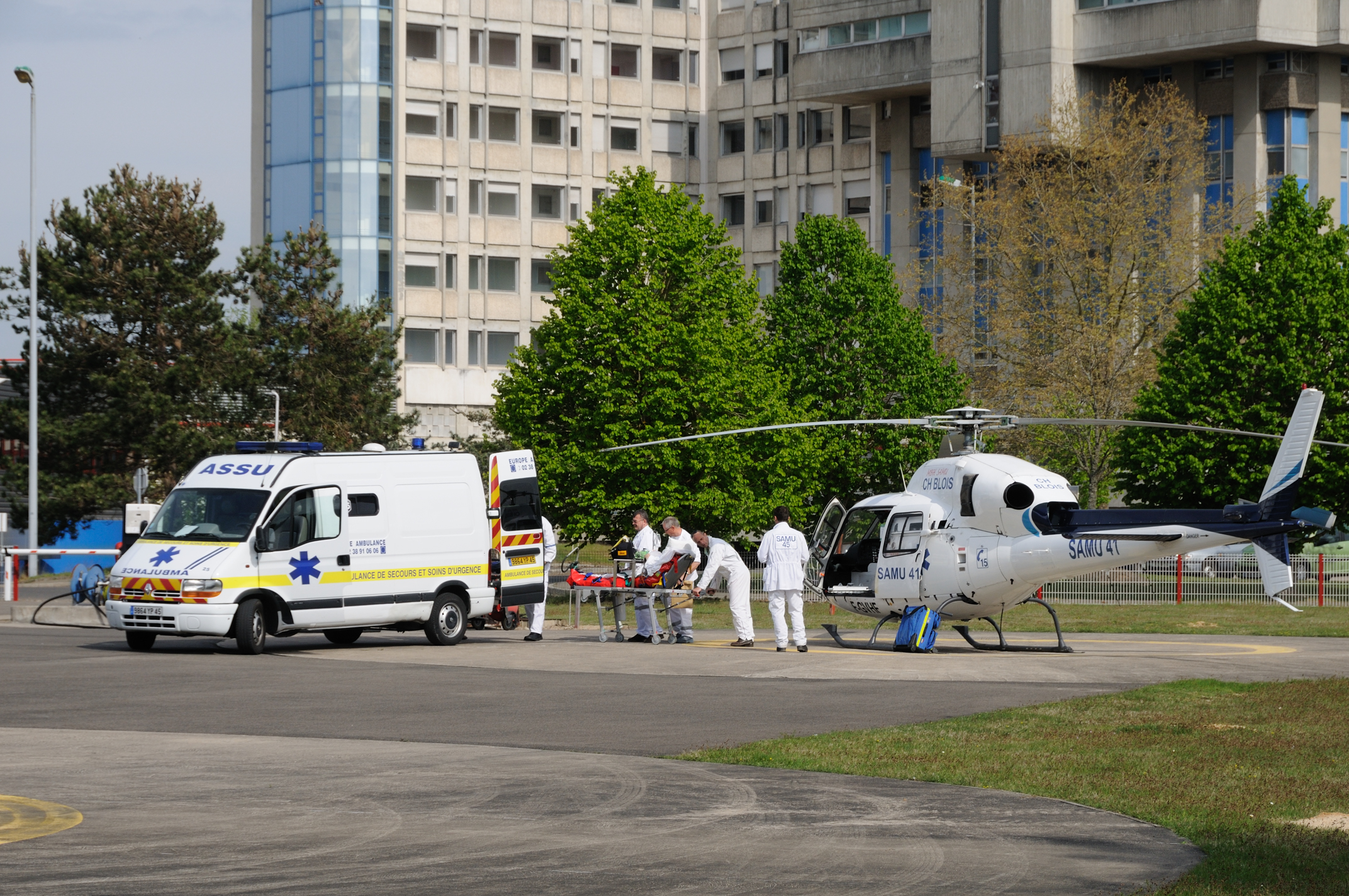
L'hôpital d'Orléans-la-Source.
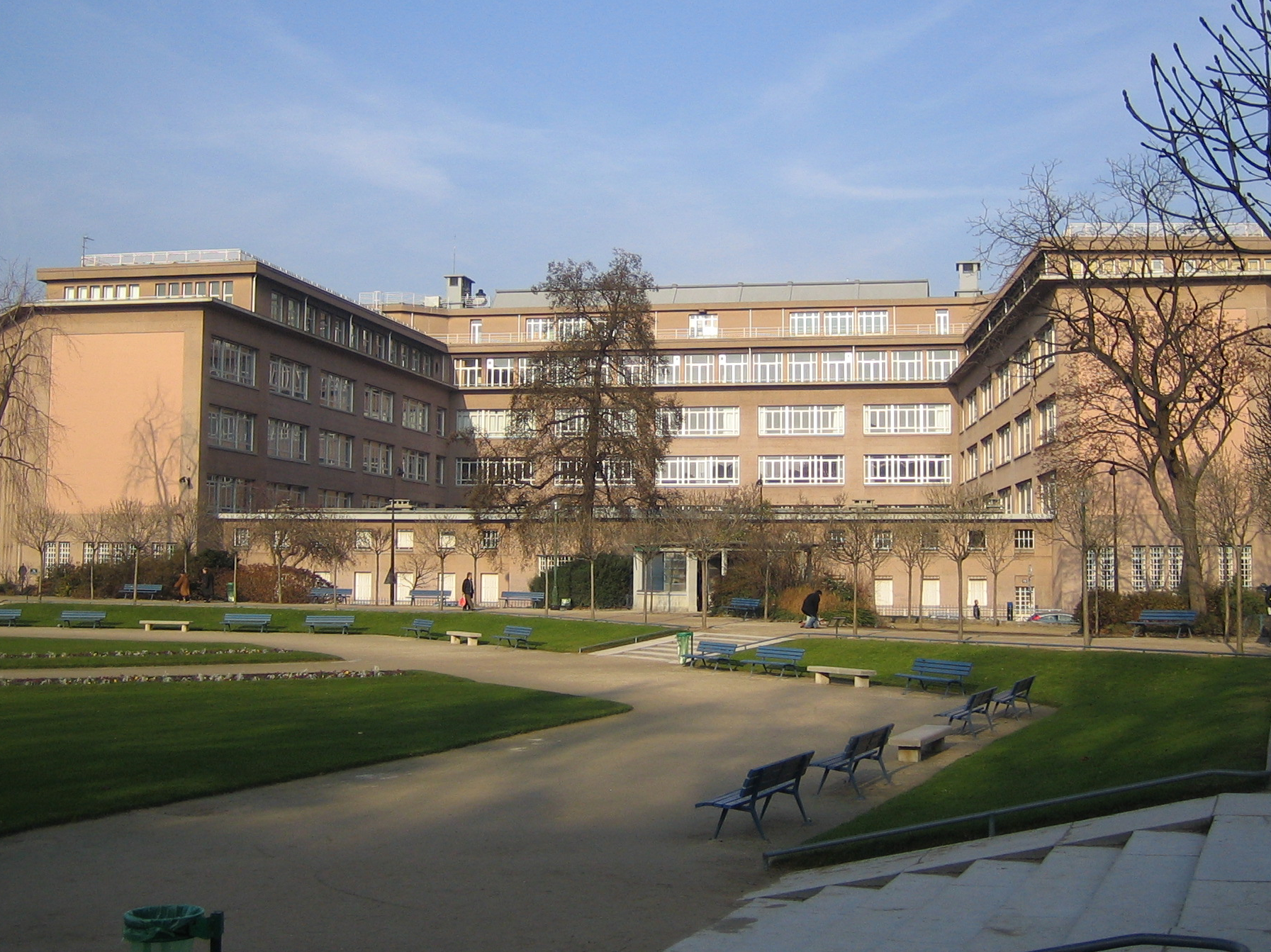
Le lycée Camille-Sée, à Paris.

### Musique
La musique originale est composée par Arnaud Rebotini.
Des extraits musicaux sont aussi inclus dans le film :
- Smalltown Boy des Bronski Beat ;
- What About This Love? (Kenlou mix) de Mr Fingers.

Le titre du film est d'ailleurs une référence à la musique house. Robin Campillo affirme : « Cette musique, à la fois festive et inquiète, est un peu la bande originale de cette époque ».

## Analyse

Logo de l'Association Militante Act-Up Paris.

### Réalité historique
120 Battements par minute reprend des actions, sujets de débats, et personnalités d'Act Up mais demeure une œuvre de fiction.
Thibault, un des médiateurs qui réprouve la violence, représente Didier Lestrade, le premier président d'Act Up-Paris, notamment traité de « sale imposteur » par Sean/Cleews dans le film. Le personnage de Sean a vraiment existé. Second président d'Act Up-Paris de 1992 à 1994, Cleews Vellay est mort du sida à 30 ans en 1994. La scène de ses cendres jetées au banquet de l'Union des Assurances de Paris (pour dénoncer la discrimination des porteurs du VIH par leur refus d'accorder une assurance aux personnes séropositives), a également existé,,.
La mort de Sean est directement inspirée de l'expérience personnelle du coproducteur du film, Hugues Charbonneau, ancien vice-président d'Act up-Paris. En 2023, il publie une tribune en faveur de l'euthanasie et du suicide assisté dans le journal Libération dans laquelle il révèle avoir aidé son premier amour Pierre-Yves à mourir. Il écrit notamment « Ce matin du 1er septembre 1993, ta sortie est incertaine, et puis tu reçois l’accord de l’équipe médicale. Nous fonçons, car nous savons que tout peut se dégrader très vite. La suite tout le monde la connaît. Robin [Campillo] l’a fidèlement montrée dans son film 120 battements par minute. Robin et Alain qui seront là dès l’annonce de ta mort pour m’aider à détruire les preuves ».
Le premier « zap » sur le jet d'une poche de faux sang sur le directeur de l'Agence française de lutte contre le sida, et de son menottage « est le produit de deux interventions distinctes. En 1991, pendant un colloque intitulé « Homosexualités et sida », deux militants tentent, sans succès, de menotter Dominique Charvet, directeur de l’Agence française de lutte contre le sida (AFLS). Un an plus tard, une action est menée contre le docteur Bahman Habibi, directeur médical et scientifique du Centre national de transfusion sanguine (CNTS), impliqué dans l’affaire du sang contaminé : les militants le traitent d’« assassin », lui jettent du faux sang et le menottent sur la scène de l’amphithéâtre de l’hôpital de La Pitié-Salpêtrière devant un parterre de 300 spécialistes scientifiques ».
Melton Pharm est une société imaginée à partir de 3 laboratoires : Roche, qui refuse en 1992 de diffuser les résultats des essais de son anti-protéase ; Glaxo, qui établit des restrictions d'accès à l'antirétroviral 3TC en 1995 ; Abbott, objet d'un zap de vengeance en 1996, « parallèlement à un lobbying auprès du Comité national d'éthique, contre la mise en place d'un tirage au sort et pour l'élargissement de l'accès compassionnel à l'antiprotéase Ritonavir ».

### Style visuel
Robin Campillo cherche à retranscrire les émotions de ses personnages à travers les registres et couleurs à l'écran. « Je voulais qu'on sente que c'est le même flux [dans lequel] les émotions les plus diverses surgissent. […] Au stade terminal de la maladie, ce flux s'interrompt ».

### Messages politiques
Le film reprend de nombreuses luttes politiques d'Act Up, comme la responsabilisation des autorités publiques dans la lutte contre le SIDA, la nécessité des politiques de prévention publique à destination des publics marginalisés (LGBT, travailleurs du sexe, étrangers, prisonniers, usagers de drogues) et d'une éducation sexuelle complète pour les mineurs, de la reconnaissance des malades comme interlocuteurs légitimes des laboratoires pharmaceutiques, la dénonciation des pratiques anti-éthiques de ces derniers, ou la nécessité de recherches sur les interactions entre les traitements et les drogues ou les thérapies hormonales. Pour Robin Campillo, son film permet de réaliser la phrase de Sean : « Voilà à quoi ressemblent des malades du sida, si vous n'en aviez jamais vu ! ».
Le film évoque aussi les contradictions internes sans les résoudre, comme le fait que soutenir un procès pour l'affaire du sang contaminé revient à souhaiter envoyer des personnes en prison, lieu de contamination où l'accès aux soins est insuffisant.

### Titre
Le « battement par minute » est une unité de tempo. 120 battements par minute se référeraient au tempo ordinaire des musiques dansées par ces personnages[réf. nécessaire].

## Accueil

### Accueil critique
En France, l'accueil critique est très positif : le site Allociné recense une moyenne des critiques presse de 4,5/5, et des critiques spectateurs à 4,2/5.
Pour Thomas Sotinel du Monde, « Campillo renverse cul par-dessus tête la vieille scie attribuée à Cocteau : « Le cinéma, c'est filmer la mort au travail. » Devant sa caméra, c'est la vie — celle de ceux qui ne sont plus, celle de ceux qui ont été sauvés grâce à ce combat — qui s’épanouit. […] Scénariste et monteur de son film, il lui donne une pulsation rapide (celle des titres électro sur lesquels on dansait alors, celle d'un cœur au bord de l’affolement) qui impose l'urgence dans laquelle vivent ses personnages, militants que la maladie ou l'infection a réunis. […] Campillo laisse de côté les effets faciles, demandant à ses acteurs d'emmener leurs personnages jusqu'au bout du chemin, sans effets spéciaux, sans paroxysmes pour parvenir à la vérité d'un moment qui resterait autrement enfoui. Ici, la fin de la vie, c'est encore la vie. ».
Pour Jean-Marc Lalanne des Inrockuptibles, « le film magnifie les vertus de la contestation, la force qu'il faut pour renverser les perspectives, remettre en cause des rapports de force séculaires qu’on pensait intangibles. Mais évidemment, cette épopée du courage, de l'insolence et de l'imagination en politique ne serait pas à ce point foudroyante si elle ne s'incarnait pas dans une forme de cinéma aussi originale, maîtrisée que parfaitement adéquate. […] C'est logiquement l'événement majeur de notre rentrée cinéma. ».
Pour Louis Guichard de Télérama, « le film impressionne par la fluidité de sa montée en puissance, la sophistication discrète de sa structure. La reconstitution des années Act Up (actions spectaculaires comprises), qui semble déjà un film en soi, laisse peu à peu éclore l’histoire intimiste — l’amour tragique entre Sean et Nathan. La fresque documentée, sans passer au second plan, y gagne une extrême intensité romanesque, proche d'Angels in America, la pièce (et série) américaine de référence sur le sida. ».
L'accueil est également favorable dans les médias LGBT. Sur Yagg, Didier Roth-Bettoni apprécie la façon dont le film sait non seulement reconstituer avec précision la souffrance des malades du sida et les combats d'Act Up, mais aussi opérer un « mouvement qui va de cet hier à aujourd’hui, qui relie, qui recrée le lien rompu entre ce passé pas si lointain mais largement enfoui, et nous, nous qui avons traversé ce temps, et nous qui sommes trop jeunes, ou n’en avons qu’à peine perçu les échos. »
Les militants et anciens militants d'Act Up-Paris apprécient également le film. L'association publie un communiqué sur son site fin mai 2017 pour remercier et féliciter l'équipe du film « pour avoir proposé une vision d’un pan de l’histoire de notre association, de ses militantEs, et de la lutte contre le sida ». Le journaliste, écrivain et militant Didier Lestrade, cofondateur d'Act Up-Paris, s'est dit « très ému » et déclare sur Slate avoir félicité les scénaristes pour la justesse de leur reconstitution, ajoutant que le film est « emmené par une équipe d'acteurs et de figurants qui sont renversants par leur justesse et leur dévouement ».
Cependant, le metteur en scène Thibaud Croisy dans Le Monde déplore que ce film, « sans saveur ni subtilité », ne fasse que « normaliser les représentations du sida ». La marginalité, la subversion, la déviance aussi qu'incarnait l'homosexualité des années 1980 seraient ainsi gommées au profit d'une homosexualité uniquement festive, juvénile, sexy et bien-pensante : « c’est là que réside la vraie obscénité du film, dans cette manière de transformer l’histoire en mythe médiatique et de purifier les minorités sexuelles et politiques pour qu’elles produisent le plus gros consensus possible. Absorbées par le vide du discours dominant, lavées de toute marginalité, de toute déviance, de tout danger, les voici paisiblement digérées par l’industrie du cinéma et reconstituées sous une forme lyophilisée et saine ».

### Box-office
120 Battements par minute sort en France le 23 août 2017. Le premier jour, le film rassemble un peu moins de 45 000 entrées sur 283 copies du film exploitées, soit une moyenne de 159 entrées par copie, et prend la tête du box-office français, devant le film d'action américain Hitman and Bodyguard et le drame de Sofia Coppola Les Proies. Selon une analyse parue dans Les Inrocks, ce chiffre a été en partie gonflé par les nombreuses avant-premières du film, mais, même en prenant cela en compte, c'est un excellent score, qui fait de 120 Battements par minute le plus gros succès d'un film d'auteur français de l'année. Au bout d'une semaine d'exploitation, le film cumule environ 220 000 entrées et obtient la meilleure moyenne en nombre de spectateurs par copie exploitée (778 par copie). En deuxième semaine, le film rassemble 181 400 entrées supplémentaires en se déployant sur 117 copies supplémentaires, ce qui porte son total d'entrées à plus de 401 000 entrées en deux semaines. Le film rassemble 137 000 entrées en troisième semaine, dépassant ainsi les 500 000 entrées, puis un peu plus de 94 300 entrées en quatrième semaine : il rassemble ainsi plus de 632 000 entrées en un mois.
Il franchit mi-novembre le seuil des 800 000 entrées et finit sa carrière à 855 100 entrées France dont 267 000 à Paris-périphérie.

### Autres conséquences
Début avril 2018, l'équipe dirigeante d'Act Up-Paris démissionne, déplorant que la « vague de nouvelles arrivées » depuis le succès du film, avec notamment des « jeunes militants déjà politisés et expérimentés dans d’autres luttes, notamment antiracistes » « détournent et exploitent l’outil d’Act Up, en se servant de son historique, pour mettre en avant d’autres luttes », estimant que le travail d’expertise est « relégué au dernier plan » au profit « du commentaire permanent de la critique spectacle ». Les nouveaux dénoncent la « complaisance institutionnelle » de l’équipe sortante et veulent renouer avec des méthodes d’actions publiques spécifiques d’Act Up, méthodes que les sortants jugent dépassées. Les membres de la désormais ex-équipe dirigeante se disent « écœurés au point de démissionner » par les « insultes » et les « dépréciations gratuites » et créent une nouvelle association, Les ActupienNEs,.

## Distinctions

### Récompenses
- Festival de Cannes 2017 : sélection officielle, en compétition[32]
  - Grand Prix du Jury
  - Prix FIPRESCI du Festival de Cannes
  - Queer Palm
  - Prix François-Chalais
- Festival du film de Cabourg 2017 : Prix du Public[33]
- Out d'or 2017 : Out d'or de la création artistique[34]
- Festival international du film de Saint-Sébastien 2017 : Prix Sebastiane[35]
- Globes de Cristal 2018: récompense du meilleur film, et du meilleur acteur à Nahuel Pérez
- Prix du Syndicat Français de la Critique de Cinéma 2018 : Meilleur film français
- European film festival 2017 de l'European film academy : Prix du meilleur montage (Robin Campillo)
- Trophée duo cinéma 2018 du Film français pour Robin Campillo, Marie-Ange Luciani et Hugues Charbonneau
- Prix Lumières 2018 :
  - Meilleur film
  - Meilleur réalisateur pour Robin Campillo
  - Meilleur acteur pour Nahuel Pérez Biscayart
  - Meilleur scénario pour Robin Campillo et Philippe Mangeot
  - Meilleure musique pour Arnaud Rebotini
  - Révélation masculine pour Arnaud Valois
- César 2018 :
  - Meilleur film
  - Meilleur acteur dans un second rôle pour Antoine Reinartz
  - Meilleur espoir masculin pour Nahuel Pérez Biscayart
  - Meilleur scénario original pour Robin Campillo et Philippe Mangeot
  - Meilleur montage pour Robin Campillo
  - Meilleure musique originale pour Arnaud Rebotini

### Nominations et sélections
- Candidat français à l'Oscar du meilleur film étranger[36]
- César 2018 :
  - Meilleur réalisateur pour Robin Campillo
  - Meilleure actrice dans un second rôle pour Adèle Haenel
  - Meilleur espoir masculin pour Arnaud Valois
  - Meilleure photographie pour Jeanne Lapoirie
  - Meilleurs costumes pour Isabelle Pannetier
  - Meilleurs décors pour Emmanuelle Duplay
  - Meilleur son pour Julien Sicart, Valérie de Loof et Jean-Pierre Laforce